# 7863 Turnbull
7863 Turnbull eller 1981 VK är en asteroid i huvudbältet som upptäcktes den 2 november 1981 av den amerikanske astronomen Brian A. Skiff vid Anderson Mesa Station. Den är uppkallad efter den amerikanska astronomen Margaret Turnbull.
Asteroiden har en diameter på ungefär 12 kilometer och den tillhör asteroidgruppen Themis.